# Emesis maeonis
Emesis maeonis är en fjärilsart som beskrevs av Doubleday 1847. Emesis maeonis ingår i släktet Emesis och familjen Riodinidae. Inga underarter finns listade i Catalogue of Life.